# Anna Dyvik
Anna Maria Dyvik, född 31 december 1994 i Leksand, är en svensk längdskidåkare som debuterade i världscupen den 11 februari 2016 i Stockholm, Sverige. Hennes första världscupstävling utanför Sverige var i La Clusaz, Frankrike i december 2016. Där slog hon till med en 14:e plats i masstarten och körde sedan in Sverige på en 3:e plats i stafetten.  Hennes första sprintfinal var i Dresden, Tyskland 2018 där hon slutade femma.
Vid juniorvärldsmästerskapen i nordisk skidsport 2017 vann Dyvik två guld.
Hon är bosatt i Falun.
Den 17 mars 2023 meddelade Dyvik att hon avslutar karriären efter säsongen 2022–2023.

## Biografi

### 2021/22
Inför säsong 2021/22 valde Dyvik, som länge varit en del av svenska skidförbundets landslagstrupp, att tacka nej till en plats i Team Bauhaus för att istället genomföra träning på egen hand inför OS 2022. Enligt Sportbladet säger hon själv att beslutet bland annat grundats i hennes ryggproblem och behov av mer frihet. 
Dyvik imponerade i Sverigepremiären i Gällivare då hon vann sprinten framför hela svenska skideliten och därefter slutade 4:a på 10 km klassiskt bakom Frida Karlsson, Ebba Andersson och Charlotte Kalla.  Därmed fick hon förtroendet inför världscuppremiären i Ruka. Med sjunde bästa åktid i sprintkvalet tog hon sig till kvartsfinal på fredagen. Under lördagens 10 km klassiskt ramlade hon i en utförsbacke och fick hjärnskakning. Följaktligen kunde hon inte medverka under söndagen eller kommande helg i Lillehammer.   I Davos slutade Dyvik 8:a i sprinten och 39:a på 10 km fristil. Hon stod sedan över sprinttävlingarna i Dresden för att ladda upp inför Tour de Ski 2021/22. 

## Resultat

### Topp 10 placeringar i världscupen

#### Individuellt
| Säsong    | Datum            | Plats       | Disciplin  | Placering |
| --------- | ---------------- | ----------- | ---------- | --------- |
| 2017/2018 | 13 januari 2018  | Dresden     | Sprint (F) | 5:a       |
| 2017/2018 | 20 januari 2018  | Planica     | Sprint (K) | 5:a       |
| 2017/2018 | 3 mars 2018      | Lahtis      | Sprint (F) | 7:a       |
| 2017/2018 | 16 mars 2018     | Falun       | Sprint (F) | 4:a       |
| 2018/2019 | 24 november 2018 | Ruka        | Sprint (K) | 10:a      |
| 2019/2020 | 22 februari 2020 | Trondheim   | Sprint (K) | 4:a       |
| 2020/2021 | 31 januari 2021  | Falun       | Sprint (K) | 7:a       |
| 2021/2022 | 11 december 2021 | Davos       | Sprint (F) | 8:a       |
| 2021/2022 | 28 december 2021 | Lenzerheide | Sprint (F) | 5:a       |
| 2021/2022 | 26 februari 2022 | Lahtis      | Sprint (F) | 10:a      |
| 2021/2022 | 3 mars 2022      | Drammen     | Sprint (K) | 5:a       |

#### Lag
| Säsong    | Datum            | Plats      | Disciplin        | Placering | Lagkamrater                           |
| --------- | ---------------- | ---------- | ---------------- | --------- | ------------------------------------- |
| 2016/2017 | 18 december 2016 | La Clusaz  | 4 x 5 km stafett | 3:a       | Wikén / Rydqvist / Nilsson            |
| 2018/2019 | 27 januari 2019  | Ulricehamn | 4 x 5 km stafett | 8:a       | Sömskar / Molander Kristiansen / Falk |